# Echinodiscus bisperforatus
Echinodiscus bisperforatus is een zee-egel uit de familie Astriclypeidae.
De wetenschappelijke naam van de soort werd in 1778 gepubliceerd door Nathanael Gottfried Leske.